# A Hídember
A Hídember 2002-ben bemutatott magyar filmdráma, melyet Bereményi Géza rendezett. A film gróf Széchenyi István életét mutatja be.

## Történet
A film története 1820 és 1860 között játszódik a Habsburg Monarchiában. Egy különleges szellemi képességekkel és anyagi háttérrel született magyar arisztokrata életét mutatja be.
A Napóleon bukása utáni években az ifjú Széchenyi gróf könnyelműen elcsábítja bátyja feleségét és az ezt követő botrány tönkreteszi tiszti karrierjét. A megszégyenített asszony hirtelen halála végzetesen megváltoztatja a léha fiatalembert, aki azontúl a felelősség megszállottja lesz, és nagy művek létrehozásával akar úrrá lenni sorsán. Egy nagyszabású barátság és egy különös, minden akadályokon felülemelkedő újabb szerelem segítségével a gróf a korszak híres politikusa lesz, a magyar ellenzék vezére, – és ezzel szándékai és neveltetése ellenére a Habsburgok ellenfele. Felelősnek érezvén magát az elszabadult társadalmi indulatokért, az engesztelődést akarja szolgálni. Egy híd építésébe kezd a Dunán, mely a Nyugat és a Kelet közötti kapcsolat jelképe lenne a korabeli Európában. Hírneve és befolyása olyan méreteket ölt, hogy amikor az 1848-as forradalmak alapjaiban rázkódtatják meg a Monarchiát, beleőrül az önvádba. Amíg idegkimerültsége miatt ápolják egy Bécs melletti magánszanatóriumban, rémlátomásai valóra válnak: a Monarchia különös kegyetlenséggel torolja meg a magyar provincia lázadását. Barátait kivégzik, és az engedetlen ország az övéhez hasonló apátiába süllyed. Ekkor a már öreg gróf csodás hirtelenséggel, visszanyerve régi képességeit és energiáját, úgy dönt, hogy felrázza hazáját és egy utolsó, nagy játszmába kezd a Birodalommal.

## Szereplők
- Eperjes Károly – Széchenyi István
- Irina Latchina – Crescence (magyar hangja Bánsági Ildikó)
- Marius Bodochi – Karl Clam-Martinitz (magyar hangja Rátóti Zoltán)
- Cserhalmi György – Wesselényi Miklós
- Nagy Ervin – Kossuth Lajos
- Darvas Iván – Metternich
- Sinkó László – Zichy gróf
- Can Togay – Batthyány Lajos (magyar hangja Mácsai Pál)
- Gáspár Tibor – Széchényi Lajos
- Gáspár Sándor – Széchényi Pál
- Haumann Péter – Goergen doktor
- Kováts Adél – Caroline Meade (stáblistában elírva: Caroline Mead)
- Szarvas József – Kiss Mihály (A filmben hibásan Kiss Mihálynak hívják Széchenyi gróf titkárát. A való életben Tasner Antal végezte ezt a feladatot.)
- Balázsovits Edit – Selina
- Bárdy György – Grosch
- Blaskó Péter – Széchényi Ferenc
- Básti Juli – Széchényi grófnő
- Hirtling István – Ferenc császár
- Kiss Eszter – Rosette
- Derzsi János – William Tierney Clark (stáblistában elírva: William Tierny Clark)
- Pindroch Csaba – Szentkirályi Móric
- Bozsó Péter – I. Ferenc József császár és király
- Helyey László – V. Ferdinánd császár és király
- Bodó Viktor – Adolf von Thierry
- Garas Dezső – Felsenthal

## Nézettség
A nézettségi adatok szerint 294 427 jegyet adtak el rá.

## Díj
- Arany Remi díj (Houston Worldfest ) (2003)[3]